# Autopista del Mediterráneo

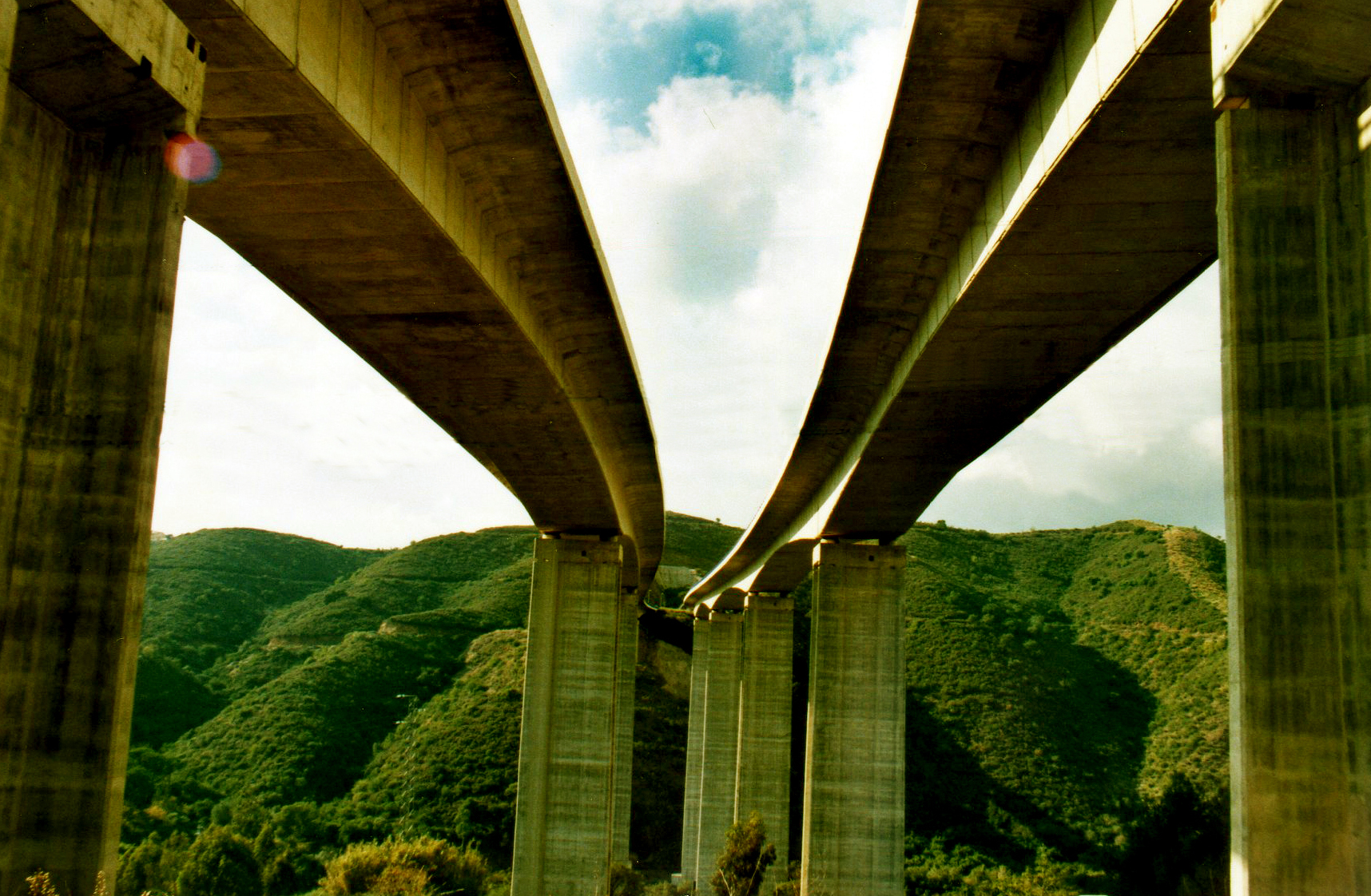
Viaducto de la AP-7 entre Marbella y Estepona (Málaga).

Hito de la vía

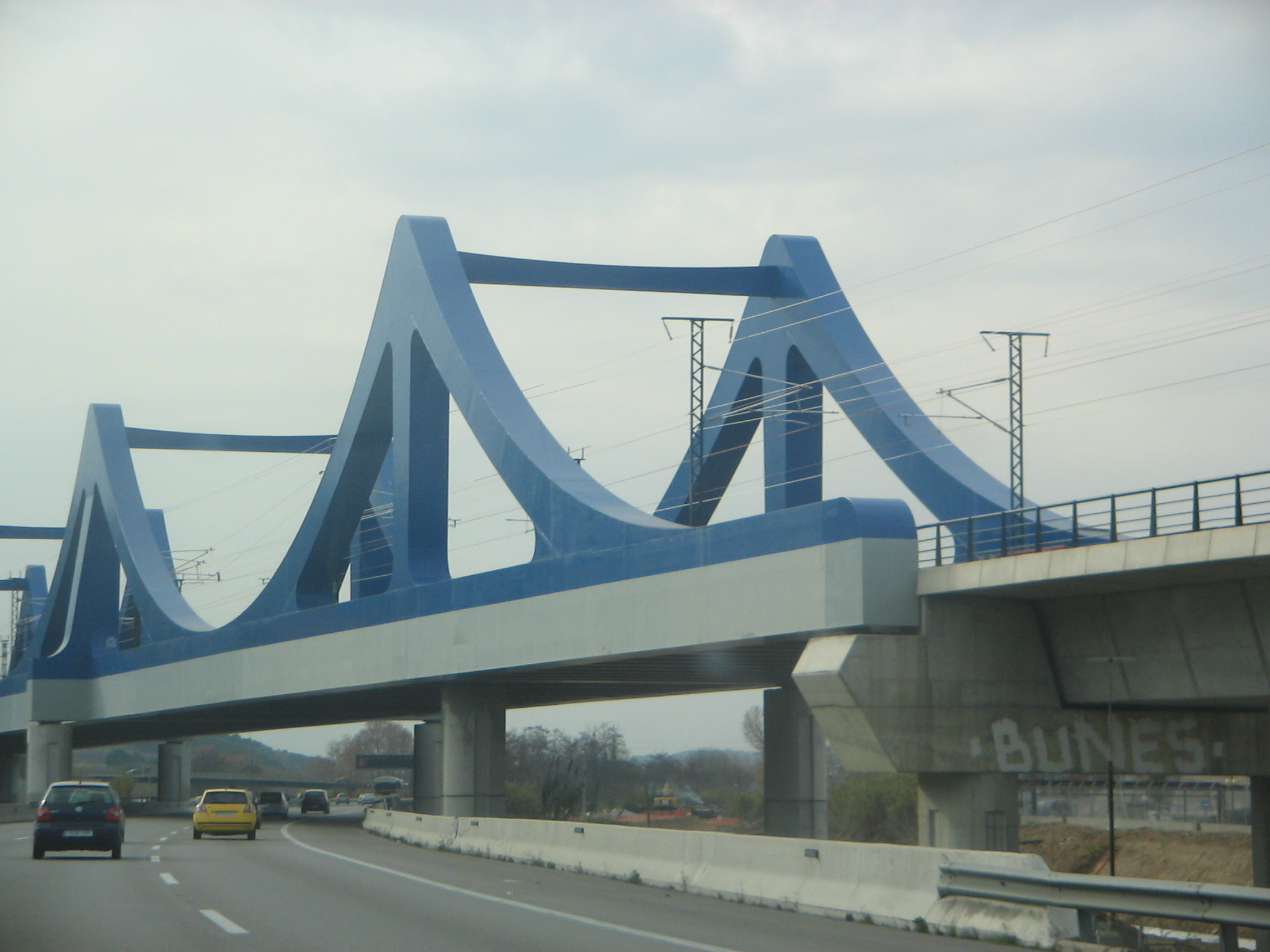
Puente de la LAV Madrid-Barcelona a la altura de San Celoni, en la AP-7.

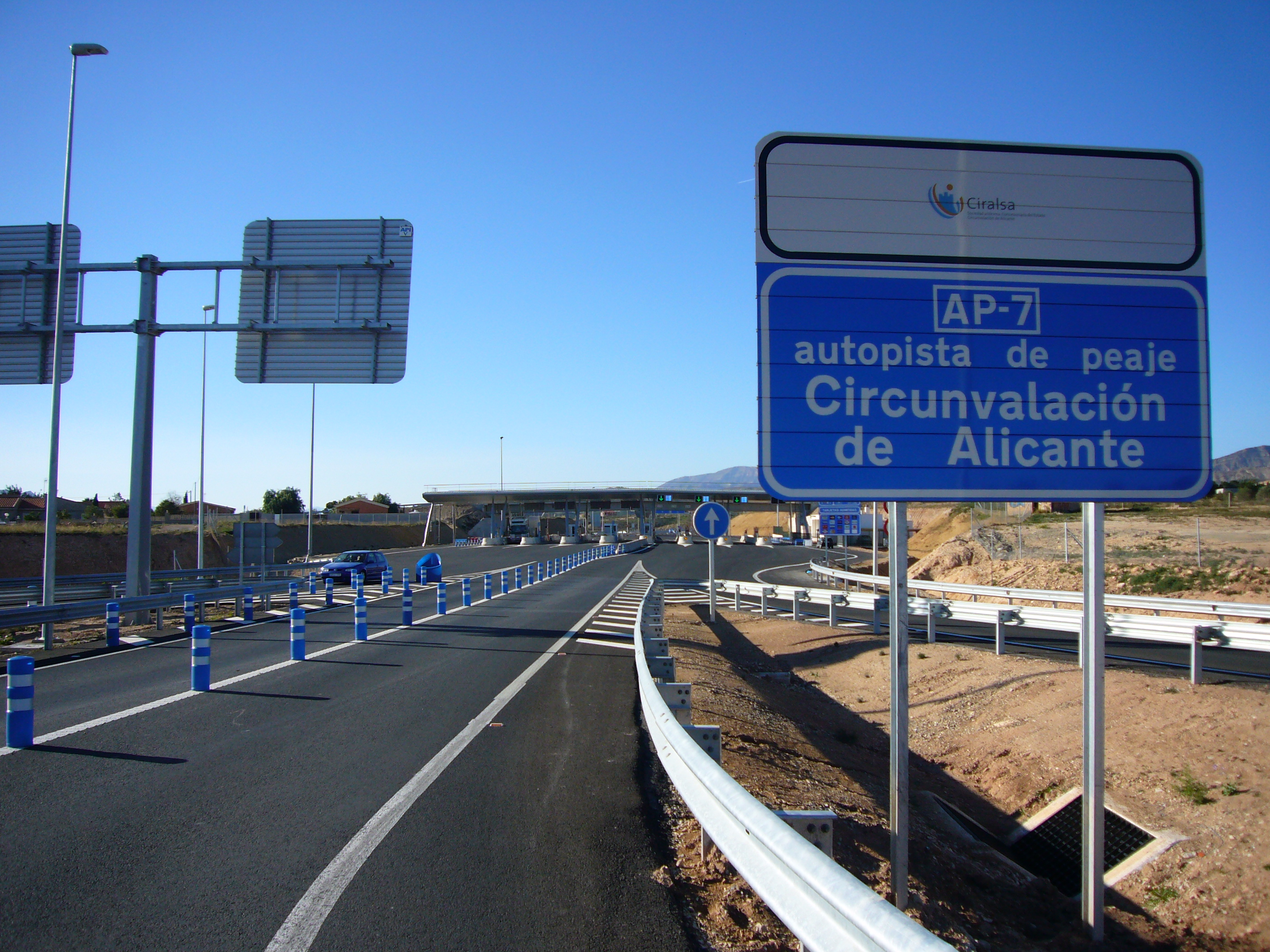
Autopista AP-7 a su paso por San Vicente del Raspeig (Alicante).

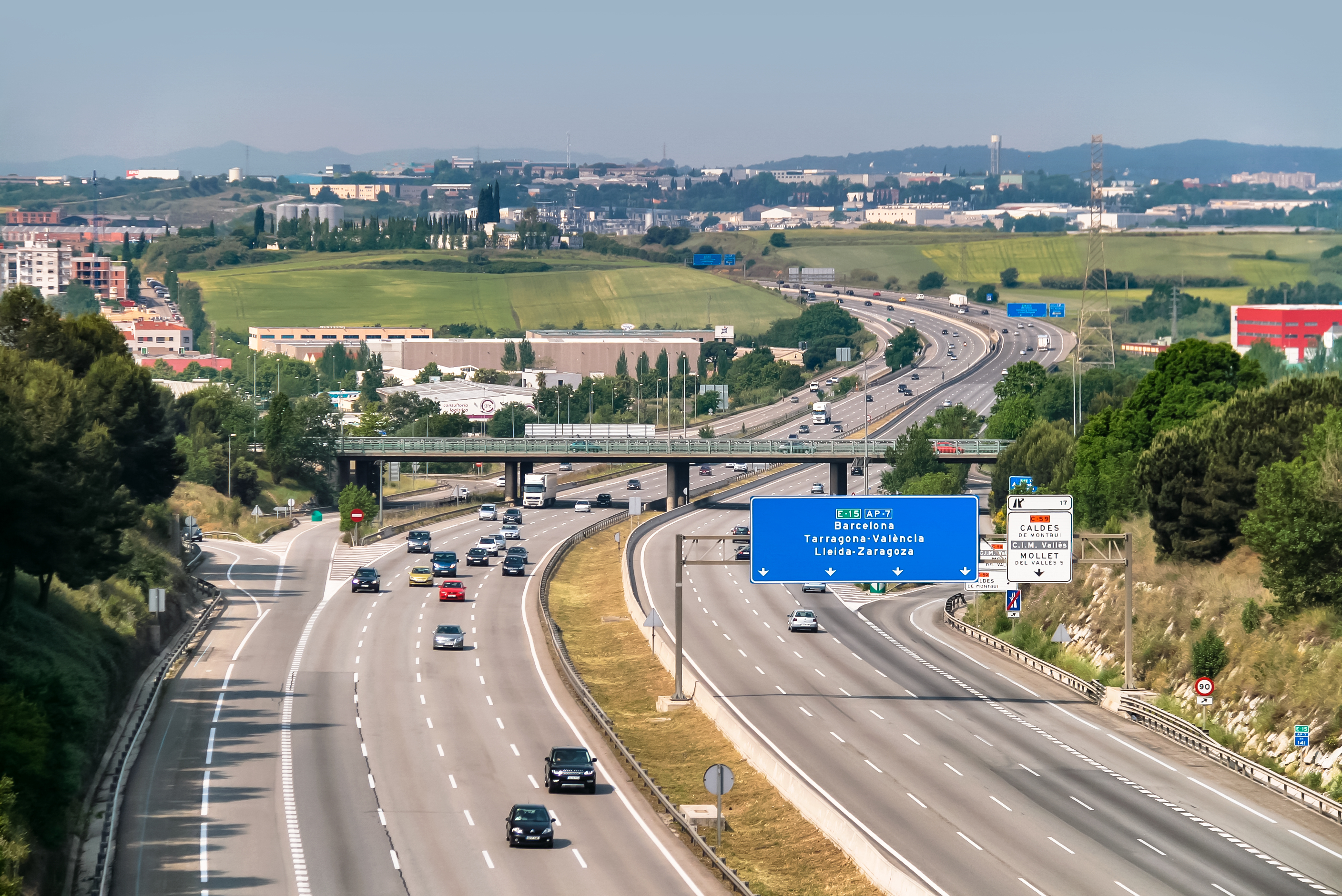
Autopista del Mediterráneo (AP-7) (E-15) a su paso por Mollet del Vallès, mirando hacia el Sur.

La autopista del Mediterráneo o AP-7 es un eje que comunica toda la costa mediterránea española desde la frontera con Francia hasta Guadiaro. Forma parte de la Red de Carreteras Europeas conocida como E-15 y, de acuerdo con el Real Decreto 1421/02, de 27 de diciembre, originalmente contaba mayoritariamente con tramos de peaje y algunos libres. 
El primer tramo de la autopista se inauguró en 1969 entre Barcelona y Granollers. 
Originariamente fue denominada A-17 (como continuación de la Autoroute francesa A9), abarcando el recorrido Barcelona-La Junquera. Más tarde, al construirse el tramo Montmeló-El Papiol, se separó el tramo Barcelona-Granollers y se creó una autopista de acceso a Barcelona que mantuvo el nombre A-17 (actualmente C-33). En 1986, la vía pasó a denominarse autopista A-7. Tras la nueva denominación de carreteras establecida en 2003, la autopista de peaje A-7 pasó a llamarse definitivamente AP-7. 
El 1 de abril de 2018, el Estado rescató dos tramos de esta infraestructura. Posteriormente, el 1 de enero de 2020, parte de los tramos de peaje (Salou-Alicante) pasó a ser gratuita al expirar la concesión, y desde el 1 de septiembre de 2021 los tramos de Cataluña (La Junquera-Salou) también se liberalizaron por la misma razón. 
Desde septiembre de 2021, los únicos tramos que mantienen peaje son: Circunvalación de Alicante (temporalmente exenta de pago hasta el 15 de febrero de 2026); Crevillente-Cartagena, en la provincia de Alicante y Murcia, respectivamente; Cartagena-Vera, en la provincia de Almería; Torremolinos-Guadiaro, en la provincia de Málaga. Las cuatro concesionarias que explotan estos tramos son: 
- SEITT, Circunvalación de Alicante
- Ausur, Crevillente-Cartagena
- SEITT, Cartagena-Vera
- Ausol, Fuengirola-Guadiaro

Cabe señalar que el tramo que comprendía entre Crevillente y Cartagena se denominaba anteriormente A-37, pero se incorporó a la AP-7, adoptando así la misma numeración que el resto de la autopista.

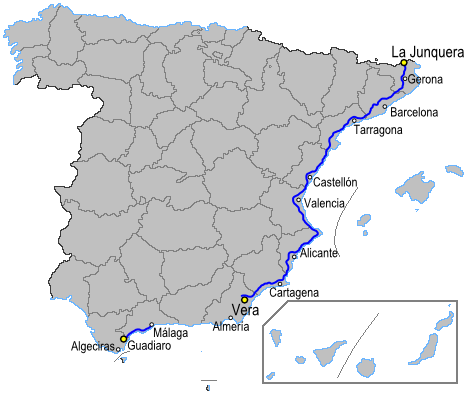

## Concesiones
- Los tramos Montmeló-La Junquera (adjudicado en 1967)[4] y Barcelona-Tarragona (adjudicado en 1968),[5] cuya concesión corresponde a Abertis (antes ACESA), tenían como fecha final de la concesión el 31 de agosto de 2021.[6] Se estuvo estudiando prorrogar la concesión de este tramo por otros 20 años debido a la alta rentabilidad del mismo para la empresa concesionaria.[7] Finalmente y tras una moción en el Congreso de los Diputados, se aprobó no renovar las concesiones de la AP-2 y AP-7, ni tampoco aumentar las tarifas de las mismas durante el tiempo que queda ni construir nuevas autopistas de peaje en Cataluña.[8]
- Los tramos Tarragona-Valencia (adjudicado en 1971)[9] y Valencia-Alicante (adjudicado en 1972),[10] cuya concesión correspondía a Abertis (antes AUMAR), acabaron su concesión el 31-12-2019, como estaba previsto.[11] El gobierno había anunciado que no tenía previsto renovar la concesión, anuncio ante el que la patronal de concesionarias cargó alertando de un supuesto gasto inasumible.[12] Sin embargo, la concesionaria, AUMSA, reclamó al gobierno en 2011 por la baja rentabilidad causada por las alternativas gratuitas, lo que fue rechazado en 2016.[13]
- El tramo de circunvalación de Alicante (adjudicado en 2004),[14] cuya concesión correspondía a CIRALSA, tenía como fecha final mínima de la concesión el 22 de febrero de 2040, fecha que podía ser ampliada hasta el 22 de febrero de 2044. Este tramo está gestionado actualmente por el Estado, que a finales de 2018 anunció la intención de bajar el precio en el nuevo concurso pendiente de redactar y adjudicar.[15]
- El tramo Alicante-Cartagena tenía un periodo de concesión de 50 años a partir de 1-8-1998; finalizaría por tanto el 1-8-2048.[16]
- El tramo Cartagena-Vera tenía un periodo de concesión de 36 años a partir del 15-2-2004; finalizaría por tanto el 15-2-2040.[17] Del mismo modo que el tramo de la circunvalación de Alicante, la gestión es actualmente pública sin plazo definido de concurso.
- El tramo Málaga-Estepona (adjudicado en 1996)[18] está concedido hasta 2046, y el tramo Estepona-Guadiaro (adjudicado en 1999),[19] hasta 2054.[20]

Gracias a la fusión de las 2 concesionarias de peaje de la AP-2 y de la AP-7 se desmantelaron las barreras de peaje entre los años 2008 y 2011 en Tarragona, Vendrell y Hospitalet del Infante en la AP-7 creando un peaje cerrado mediante ticket, con lo que se podía recorrer desde Martorell a Sagunto por la AP-7 y desde Martorell a Bujaraloz por la AP-2 sin necesidad de parar.
La liberación del peaje del tramo Salou-Alicante sucedió el 1 de enero de 2020, cuando expiró la prórroga de la concesión, tal como estaba previsto. La liberación de los tramos entre La Jonquera y Salou sucedió la misma tarde del 31 de agosto de 2021, último día de concesión.

## Tráfico (intensidad media diaria)
La intensidad media diaria (IMD), según el Ministerio de Transportes y Movilidad Sostenible, fue la siguiente:
| Tramo                       | IMD en 2016 (vehículos/día) |
| --------------------------- | --------------------------- |
| La Junquera-Montmeló        | 45 919                      |
| Montmeló-Papiol (Barcelona) | 109 960                     |
| Barcelona-Tarragona         | 52 443                      |
| Tarragona-Valencia          | 18 582                      |
| Valencia-Alicante           | 18 107                      |
| Circunvalación Alicante     | 6103                        |
| Alicante-Cartagena          | 19 914                      |
| Cartagena-Vera              | 3340                        |
| Málaga-Guadiaro             | 29 762                      |

En los meses de verano se registra una mayor intensidad circulatoria. En el tramo Montmeló-Papiol se llegó en julio de 2011 a una IMD de 121 207 vehículos al día, que en 2016 alcanzó una IMD de 125 315 vehículos diarios. En los meses de invierno las cifras de tráfico se sitúan por debajo de la media anual indicada en la tabla.
El tramo Cartagena-Vera, inaugurado en marzo de 2007, ha sido calificado de «autopista fantasma», debido a su escaso tráfico. La N-332 entre Cartagena y Águilas, una de las carreteras alternativas gratuitas, sigue siendo usada por 15 827 vehículos/día en su tramo más concurrido en 2008. Los críticos con la autopista sostienen que la conexión Alhama-Cartagena (la autovía RM-2, con una IMD de 7304 en 2008) hace que sea innecesaria la infraestructura de pago pues la diferencia de tiempo entre ir de Cartagena a Vera por la AP-7 o por la A-7 vía Alhama es de menos de 20 minutos.

## Tramos
| Denominación   | ID antes 2003 | Tramo | Kilómetros              | Año servicio | Fecha fin de peaje                  |
| -------------- | ------------- | --- | ----------------------- | --- | ----------------------------------- |
| E-15 AP-7      | E-15 A-7      | Frontera Francia - La Junquera | 7                       | 1976 | 31/08/2021                          |
| E-15 AP-7      | E-15 A-7      | La Junquera - Figueras Sur | 22,7                    | 2 carriles por sentido: 1975 3 carriles por sentido: 2012 | 31/08/2021                          |
| E-15 AP-7      | E-15 A-7      | Figueras Sur - Gerona Norte | 27,6                    | 2 carriles por sentido: 1974 3 carriles por sentido: 2012 | 31/08/2021                          |
| E-15 AP-7      | E-15 A-7      | Gerona Norte - Massanet de la Selva Tramo original: Gerona Norte - Massanet de la Selva Subtramo: Mediñá - Fornells de la Selva Subtramo: Fornells de la Selva - Massanet de la Selva | 28 8 18,7               | 2 carriles por sentido: 1971 4 carriles por sentido: 2012 3 carriles por sentido: 2010 | 31/08/2021                          |
| E-15 AP-7      | E-15 A-7      | Massanet de la Selva - Cardedeu Tramo original: Massanet de la Selva - Cardedeu Tramo (sentido Norte): Massanet de la Selva - Cardedeu Subtramo (sentido Sur): Massanet de la Selva - Hostalrich Subtramo (sentido Sur): Hostalrich - Cardedeu Subtramo: Sant Celoni - Cardedeu | 40 11 29 11,7           | 2 carriles por sentido: 1970 3 carriles por sentido: 1993 3 carriles por sentido: 1992 4 carriles por sentido: En redacción de proyecto                                                       | 31/08/2021                          |
| E-15 AP-7      | E-15 A-7      | Cardedeu - Montornés del Vallés Tramo original: Cardedeu - Montornés del Vallés Tramo: Cardedeu - Montornés del Vallés Tramo: Cardedeu - Montornés del Vallés | 10 10                   | 2 carriles por sentido: 1970 3 carriles por sentido: 1992 4 carriles por sentido: En redacción de proyecto                                                                                    | 31/08/2021                          |
| E-15 AP-7      | E-15 A-7      | Montornés del Vallés - Montmeló C-33 Tramo original: Montornés del Vallés - Montmeló Tramo: Montornés del Vallés - Montmeló | 2,9 2,9                 | 3 carriles por sentido: 1969 4 carriles por sentido: 1992 | 31/08/2021                          |
| E-15 AP-7 B-30 | E-15 A-7 B-30 | Montmeló C-33 - El Papiol B-23 Tramo original: Montmeló - El Papiol Subtramo (sentido Norte): Montmeló - Área de servicio de Vallés Subtramo (sentido Sur): Montmeló - Santa Perpetua de Moguda Subtramo: Rubí - El Papiol Nuevo subtramo calzadas laterales: Rubí - Mira-sol B-30 Tramo: Montmeló - El Papiol Enlace de Castellbisbal A-2                                                                        | 26,6 5 4,5 2,4 26,6 6,5 | 2 carriles por sentido: 1977 3 carriles por sentido: 1991 3 carriles por sentido: 1994 2 carriles por sentido: 1994 4 carriles por sentido: 2004 2021                                         | 10/01/2000                          |
| E-15 AP-7 E-90 | E-15 A-7 E-90 | El Papiol B-23 - Martorell Tramo original: El Papiol - Martorell Tramo: El Papiol - Martorell Tramo: El Papiol - Martorell | 8,4 8,4                 | 2 carriles por sentido: 1972 3 carriles por sentido: ¿1974? 4 carriles por sentido: En redacción de proyecto                                                                                  | 31/08/2021                          |
| E-15 AP-7 E-90 | E-15 A-7 E-90 | Martorell - Villafranca del Panadés Norte Tramo original: Martorell - Villafranca del Panadés Norte Tramo: Martorell - Villafranca del Panadés Norte Tramo: Martorell - Villafranca del Panadés Norte | 21,9 21,9               | 2 carriles por sentido: 1972 3 carriles por sentido: ¿1973? 4 carriles por sentido: En redacción de proyecto                                                                                  | 31/08/2021                          |
| E-15 AP-7 E-90 | E-15 A-7 E-90 | Variante de Villafranca del Panadés Tramo provisional: Villafranca del Panadés Norte - Villafranca del Panadés Sur Tramo completo: Villafranca del Panadés Norte - Villafranca del Panadés Sur Tramo: Villafranca del Panadés Norte - Villafranca del Panadés Sur Subtramo: Villafranca del Panadés Norte - Villafranca del Panadés Centro Subtramo: Villafranca del Panadés Centro - Villafranca del Panadés Sur | 5,7 2,3 3,4             | 2+1 carriles por sentido: 1973 2 carriles por sentido: 1973 3 carriles por sentido: ¿1973? 4 carriles por sentido: En redacción de proyecto 4 carriles por sentido: Pdte. licitación proyecto | 31/08/2021                          |
| E-15 AP-7 E-90 | E-15 A-7 E-90 | Villafranca del Panadés Sur - Vendrell Tramo original: Villafranca del Panadés Sur - Vendrell Subtramo: Villafranca del Panadés Sur - Bañeras AP-2 Subtramo: Bañeras AP-2 - Vendrell Tramo: Villafranca del Panadés Sur - Vendrell | 21,3 13,5 7,8 21,3      | 2 carriles por sentido: 1973 3 carriles por sentido: ¿1973? 3 carriles por sentido: 2009 4 carriles por sentido: Pdte. licitación proyecto                                                    | 31/08/2021                          |
| E-15 AP-7      | E-15 A-7      | Vendrell - Tarragona Tramo original: Vendrell - Tarragona Tramo: Vendrell - Tarragona | 26,8 26,8               | 2 carriles por sentido: 1974 3 carriles por sentido: 2009 | 31/08/2021                          |
| E-15 AP-7      | E-15 A-7      | Tarragona - Salou Tramo original: Tarragona - Salou Subtramo: Tarragona - La Canonja Subtramo: La Canonja - Salou | 10,3 4,5 5,8            | 2 carriles por sentido: 1974 3 carriles por sentido: 2009 | 31/08/2021                          |
| E-15 AP-7      | E-15 A-7      | Salou - Amposta Tramo original: Salou - Amposta Subtramo: Vilaseca - Hospitalet del Infante Subtramo: Hospitalet del Infante - Amposta | 65 26,5 38,5            | 2 carriles por sentido: 1974 3 carriles por sentido: Pdte. licitación proyecto 3 carriles por sentido: En redacción de proyecto                                                               | 31/12/2019                          |
| E-15 AP-7      | E-15 A-7      | Amposta - Peñíscola | 45                      | 1977 | 31/12/2019                          |
| E-15 AP-7      | E-15 A-7      | Peñíscola - Torreblanca | 26                      | 1978 | 31/12/2019                          |
| E-15 AP-7      | E-15 A-7      | Torreblanca - Castellón | 34                      | 1978 | 31/12/2019                          |
| E-15 AP-7      | E-15 A-7      | Castellón - Puzol | 57                      | 1974 | 31/12/2019                          |
| E-15 AP-7      | E-15 A-7      | Silla - Jeresa | 43                      | 1976 | 31/12/2019                          |
| E-15 AP-7      | E-15 A-7      | Jeresa - Ondara | 35                      | 1985 | 31/12/2019                          |
| E-15 AP-7      | E-15 A-7      | Ondara - Altea | 29,2                    | 1979 | 31/12/2019                          |
| E-15 AP-7      | E-15 A-7      | Altea - San Juan de Alicante | 41                      | 1976 | 31/12/2019                          |
| E-15 AP-7      |               | Autopista de Circunvalación de Alicante | 28,5                    | 2007 | Prevista liberación para 15/02/2026 |
| AP-7           | A-37          | Crevillente - Cartagena Tramo original: Variante de San Pedro del Pinatar y San Javier Tramo original: Variante de Los Alcázares Tramo original: Torre del Negro - Los Beatos CT-32 Tramo completo (autopista): Crevillente - Cartagena | 11,6 9,6 4,2 76,6       | 1 carril por sentido: 1995 2 carriles por sentido: 1993 2001 | Ver nota (1)                        |
| AP-7           |               | Cartagena - Vera | 114                     | 2007 |                                     |
| E-15 AP-7      | E-15 A-7      | Benalmádena - Estepona | 77                      | 1999 |                                     |
| E-15 AP-7      | E-15 A-7      | Estepona - Guadiaro | 22,2                    | 2002 |                                     |
| AP-7           |               | TOTAL | 948,3                   | |                                     |

Nota (1): Desde Dehesa de Campoamor hasta Cartagena Norte está libre de peaje

## Recorrido

### Tramo La Junquera–Alicante
Este tramo es el más antiguo, y fue construyéndose sucesivamente entre la frontera con Francia hasta Alicante durante la década de 1970. Su denominación hasta el cambio de denominaciones que se produjo a finales de 2003 era A-7.
| PK              | Velocidad | Esquema | Salida      | Sentido Algeciras (descendente)                                                                     | Sentido Francia (ascendente) | Carretera          | Notas |
| --------------- | --------- | ------- | ----------- | --------------------------------------------------------------------------------------------------- | --- | ------------------ | ----- |
| 0               |           |         |             | Inicio de la Autopista del Mediterráneo                                                             | Inicio de la Autoroute La Catalane o La Languedocienne                                                                                                 |                    |       |
| 0               |           |         |             | Gerona CATALUÑA                                                                                     | Pirineos Orientales OCCITANIA | A9 E15             |       |
| 3,5             |           |         | 1           | La Junquera norte aduana                                                                            | |                    |       |
| 6,3             |           |         |             | Peaje de La Junquera Peaje liberado el 31/08/2021                                                   | Peaje de La Junquera Peaje liberado el 31/08/2021 |                    |       |
| 6,7             |           |         | 2           | La Junquera                                                                                         | |                    |       |
| 6,7             |           |         |             | Área de Servicio de La Junquera                                                                     | Área de Servicio de La Junquera |                    |       |
| 7,1             |           |         | 2           | | La Junquera aduana |                    |       |
| 11,7            |           |         |             | Área de Descanso de Capmany                                                                         | Área de Descanso de Capmany |                    |       |
| 20,5            |           |         | 3           | Figueras norte- AVE Rosas                                                                           | Figueras norte |                    |       |
| 24              |           |         |             | Área de Descanso de Figueras                                                                        | Área de Descanso de Figueras |                    |       |
| 29              |           |         | 4           | Figueras sur Rosas                                                                                  | Figueras sur- AVE Rosas |                    |       |
| 35              |           |         |             | Área de Servicio de Ampurdán                                                                        | Área de Servicio de Ampurdán |                    |       |
| 40,5            |           |         | 5           | La Escala Ampurias                                                                                  | La Escala Ampurias |                    |       |
| 46,5            |           |         |             | | Área de Descanso de Vilademuls |                    |       |
| 47              |           |         |             | | Vilademuls La Junquera França/Francia | N-2                |       |
| 56,4            |           |         | 6           | Gerona norte Bañolas Olot Palamós                                                                   | Gerona norte Bañolas Olot |                    |       |
| 60              |           |         | 6B          | Gerona oeste AVE                                                                                    | Gerona oeste |                    |       |
| 64,3I           |           |         | 7           | Gerona sur San Felíu de Guixols                                                                     | Gerona sur AVE |                    |       |
| 67              |           |         |             | Fornells de la Selva Barcelona                                                                      | | A-2 N-2            |       |
| 68              |           |         |             | | Área de Descanso de Gerona |                    |       |
| 70,5            |           |         |             | Área de Servicio de El Gironés                                                                      | Área de Servicio de El Gironés |                    |       |
| 71,5            |           |         | 8           | aeropuerto CIM la Selva Riudellots de la Selva Cassá de la Selva Vich                               | aeropuerto CIM la Selva Riudellots de la Selva Cassá de la Selva Vich                                                                                  | C-25               |       |
| 76              |           |         |             | Área de Descanso de Viloví de Oñar                                                                  | Área de Descanso de Viloví de Oñar |                    |       |
| 84,5            |           |         | 9           | Massanet de la SelvaLloret de Mar Blanes Malgrat de Mar                                             | | C-35               |       |
| 85              |           |         | 9A 9B       | | Santa Coloma de Farnés Lloret de Mar San Felíu de Guixols PalamósMassanet de la SelvaSanta Coloma de Farnés Lloret de Mar San Felíu de Guixols Palamós | C-35               |       |
| 86              |           |         |             | Área de Servicio de La Selva                                                                        | Área de Servicio de La Selva |                    |       |
| 92              |           |         |             | Área de Descanso de Massanet de la Selva                                                            | Área de Descanso de Massanet de la Selva |                    |       |
| 92,5            |           |         |             | Provincia de Barcelona                                                                              | Provincia de Gerona |                    |       |
| 95,5            |           |         | 10          | Hostalrich                                                                                          | Hostalrich Blanes |                    |       |
| 100             |           |         |             | Área de Descanso de Fogás de Tordera                                                                | Área de Descanso de Fogás de Tordera |                    |       |
| 107             |           |         |             | Área de Descanso de San Celoni                                                                      | Área de Descanso de San Celoni |                    |       |
| 111,5           |           |         | 11          | San Celoni Montseny                                                                                 | San Celoni Montseny |                    |       |
| 112             |           |         |             | Área de Descanso de Vallgorguina                                                                    | |                    |       |
| 117,5           |           |         |             | Área de Servicio de Montseny                                                                        | Área de Servicio de Montseny |                    |       |
| 122             |           |         |             | Área de Descanso de Llinás del Vallés                                                               | Área de Descanso de Llinás del Vallés |                    |       |
| 125             |           |         | 12A         | Cardedeu La Roca del Vallés sector comercial                                                        | Cardedeu La Roca del Vallés sector comercial |                    |       |
| 126,3           |           |         | 12B         | La Roca del Vallés Granollers esteMataró                                                            | La Roca del Vallés Granollers esteMataró | C-60               |       |
| 129             |           |         |             | Peaje de La Roca del Vallés Peaje liberado el 31/08/2021                                            | Peaje de La Roca del Vallés Peaje liberado el 31/08/2021                                                                                               |                    |       |
| 132,5           |           |         | 13          | Granollers Montornés del Vallés Vilanova del Vallés                                                 | Granollers Montornés del Vallés Vilanova del Vallés |                    |       |
| 133             |           |         |             | Barcelona aeropuerto                                                                                | | C-33               |       |
| 133             |           |         | 14          | Parets Vich                                                                                         | Parets Vich Puigcerdá | C-17               |       |
| 138,5           |           |         | 15          | Mollet del Vallès                                                                                   | Mollet del Vallès Parets La Llagosta | C-17               |       |
| 139,5           |           |         | 16          | Mollet del Vallès norte                                                                             | Mollet del Vallès norte |                    |       |
| 141             |           |         | 17          | Caldas de Montbui C.I.M. Vallés Mollet del Vallès sur                                               | Caldas de Montbui C.I.M. Vallés Mollet del Vallès sur                                                                                                  | C-59               |       |
| 143,5           |           |         | 18          | Santa Perpetua de Moguda Polinyá zona industrial sureste                                            | |                    |       |
| 144             |           |         |             | Área de Servicio de El Vallés                                                                       | Área de Servicio de El Vallés |                    |       |
| 144             |           |         | 18          | | Santa Perpetua de Moguda Polinyá zona industrial sureste                                                                                               |                    |       |
| 146             |           |         | 19          | Can Salvatella Ripollet Santiga Barberá del Vallés norte                                            | Can Salvatella Ripollet Santiga Barberá del Vallés norte                                                                                               |                    |       |
| 147,8           |           |         | 20          | BarcelonaSabadell ManresaBarberá del Vallés Sardañola del Vallés                                    | | B-30 C-58 N-150    |       |
| 150             |           |         | 21          | Bellaterra San Cugat del Vallés este Parque Tecnológico del Vallés Parque de l'Alba-Sincrotró       | | B-30               |       |
| Salida 21 (152) |           |         |             | Área de Servicio de Bellaterra                                                                      | Área de Servicio de Bellaterra |                    |       |
| 152             |           |         | 21          | | Sardañola del Vallés U. Autònoma (UAB) Parque de l'Alba-SincrotróBarcelona Sabadell                                                                    | B-30 C-58          |       |
| 154             |           |         | 22          | Barcelona Túneles Vallvidrera ManresaRubí San Cugat del Vallés (oeste) Hospital General             | | B-30 E-9 C-16      |       |
| 159             |           |         | 23          | | Barcelona Túneles Vallvidrera Tarrasa-ManresaRubí San Cugat del Vallés Hospital General                                                                | B-30 E-9 C-16      |       |
| 161,7           |           |         | 24A         | Martorell Lérida Zaragoza                                                                           | | A-2                |       |
| 161,7           |           |         | 24B         | Molins de Rey Barcelona puerto- aeropuerto Feria-zona industrial-zona franca - ZAL                  | | E-90 B-23          |       |
| 163,2           |           |         |             | | Barcelona (Rondes) Zona franca - ZAL -Feria- | E-90 B-23          |       |
| 165             |           |         |             | Área de Servicio de Puerta de Barcelona                                                             | Área de Servicio de Puerta de Barcelona |                    |       |
| 170,8           |           |         | 25          | Martorell Manresa Igualada Lérida                                                                   | Martorell Manresa Igualada Lérida | A-2                |       |
| 171,3           |           |         |             | Peaje de Martorell Peaje liberado el 31/08/2021                                                     | Peaje de Martorell Peaje liberado el 31/08/2021 |                    |       |
| 173,6           |           |         |             | Área de Descanso de Castellví de Rosanes                                                            | Área de Descanso de Castellví de Rosanes |                    |       |
| 176             |           |         | 26          | Gelida San Lorenzo de Hortóns                                                                       | Gelida San Lorenzo de Hortóns | BV-2249            |       |
| 181,1           |           |         |             | Área de Descanso de Subirats                                                                        | Área de Descanso de Subirats |                    |       |
| 183,5           |           |         | 27          | San Sadurní de Noya Subirats                                                                        | San Sadurní de Noya Subirats |                    |       |
| 193             |           |         | 28          | Villafranca del Panadés norteIgualada Manresa                                                       | | N-340 C-15         |       |
| 195,1           |           |         | 29          | Villafranca del Panadés centroVillanueva y Geltrú Sitges                                            | | C-15               |       |
| 198             |           |         | 30          | Villafranca del Panadés sur Santa Margarita y Monjós                                                | Villafranca del Panadés sur Santa Margarita y MonjósManresa                                                                                            | N-340 C-15         |       |
| 207             |           |         |             | Provincia de Tarragona                                                                              | Provincia de Barcelona |                    |       |
| 207,5           |           |         |             | Área de Servicio del Panadés                                                                        | Área de Servicio del Panadés |                    |       |
| 212             |           |         |             | Lérida Zaragoza                                                                                     | Lérida Zaragoza | E-90 AP-2          |       |
| 214,6           |           |         |             | Área de Descanso de Santa Oliva                                                                     | Área de Descanso de Santa Oliva |                    |       |
| 220             |           |         | 31          | Vendrell Comarruga Villanueva y Geltrú                                                              | Vendrell Comarruga Barcelona por Villanueva y Geltrú                                                                                                   | C-32 N-340         |       |
| 226,3           |           |         |             | Área de Descanso de Roda de Bará                                                                    | Área de Descanso de Roda de Bará |                    |       |
| 232,7           |           |         | 32          | Torredembarra Altafulla                                                                             | Torredembarra Altafulla |                    |       |
| 236,5           |           |         |             | Área de Servicio de El Médol                                                                        | Área de Servicio de El Médol |                    |       |
| 246             |           |         |             | Área de Descanso de Tarragona                                                                       | |                    |       |
| 246,5           |           |         | 33          | Tarragona centro ciudad Valls-AVE                                                                   | Tarragona centro ciudad Valls-AVE |                    |       |
| 251,5           |           |         | 34          | Tarragona zona industrial Reus este aeropuerto CIM el Camp                                          | Tarragona zona industrial Reus este aeropuerto CIM el Camp                                                                                             |                    |       |
| 256,5           |           |         | 35          | Vilaseca Salou Reus sur Port Aventura                                                               | Vilaseca Salou Reus sur Port Aventura |                    |       |
| 258             |           |         |             | Peaje de Vilaseca Peaje liberado el 31/08/2021                                                      | Peaje de Vilaseca Peaje liberado el 31/08/2021 |                    |       |
| 265             |           |         | 37          | Cambrils Montbrió de Tarragona                                                                      | Cambrils Montbrió de Tarragona | N-340              |       |
| 280             |           |         | 38          | Hospitalet del InfanteMora de Ebro                                                                  | Hospitalet del InfanteMora de Ebro | N-340 C-44         |       |
| 283             |           |         |             | Área de Servicio de Hospitalet del Infante                                                          | Área de Servicio de Hospitalet del Infante |                    |       |
| 297             |           |         | 39          | La Ametlla de Mar Perelló                                                                           | La Ametlla de Mar Perelló | N-340              |       |
| 308             |           |         | 39A         | La Ampolla                                                                                          | La Ampolla | N-340              |       |
| 317             |           |         |             | Área de Servicio de Bajo Ebro                                                                       | Área de Servicio de Bajo Ebro |                    |       |
| 319             |           |         | 40          | TortosaLa Aldea                                                                                     | TortosaLa Aldea | C-42 N-235         |       |
| 321             |           |         | 41          | Amposta San Carlos de la Rápita                                                                     | Amposta San Carlos de la Rápita | N-340              |       |
| 345             |           |         |             | Provincia de Castellón COMUNIDAD VALENCIANA                                                         | Provincia de Tarragona CATALUÑA |                    |       |
|                 |           |         | 346         | Vinaroz Alcanar Ulldecona                                                                           | Vinaroz Alcanar Ulldecona | N-238              |       |
| 358             |           |         |             | Área de Servicio de Benicarló                                                                       | Área de Servicio de Benicarló |                    |       |
|                 |           |         | 365         | Peñíscola Benicarló                                                                                 | Peñíscola Benicarló Vinaroz | N-340              |       |
|                 |           |         | 391         | Torreblanca Alcocéber                                                                               | Torreblanca Alcocéber | N-340              |       |
| 404             |           |         |             | Área de Servicio de La Ribera                                                                       | Área de Servicio de La Ribera |                    |       |
|                 |           |         | 407         | Oropesa del Mar Benicasim                                                                           | Oropesa del Mar | N-340              |       |
|                 |           |         | 426         | Castellón de la Plana norte                                                                         | Castellón de la Plana norte Benicasim | N-340              |       |
|                 |           |         | 433         | puerto Castellón de la Plana sur Villarreal norte                                                   | puerto Castellón de la Plana sur | N-340              |       |
|                 |           |         | 444         | Burriana Nules Alquerías N.P.                                                                       | Villarreal Burriana Alquerías N.P. | N-340              |       |
| 448             |           |         |             | Área de Servicio de La Plana                                                                        | Área de Servicio de La Plana |                    |       |
|                 |           |         | 455         | Vall de Uxó Moncófar                                                                                | Vall de UxóNulesMoncófar | N-225 N-340        |       |
| 465             |           |         |             | Provincia de Valencia                                                                               | Provincia de Castellón |                    |       |
| 467             |           |         |             | Peaje de Sagunto Peaje liberado el 31/12/2019                                                       | Peaje de Sagunto Peaje liberado el 31/12/2019 |                    |       |
| 471             |           |         |             | Fin de la Autopista del MediterráneoIncorporación a Circunvalación de València                      | Continuación de la Autopista del MediterráneoFin Circunvalación de Valencia                                                                            | E-15 A-7           |       |
|                 |           |         | A-7 298     | | Almenara Castellón de la Plana Barcelona | A-7                |       |
|                 |           |         | 475         | Sagunto Teruel Zaragoza                                                                             | Sagunto Teruel Zaragoza | A-23               |       |
| 478             |           |         |             | Área de Servicio de Sagunto                                                                         | Área de Servicio de Sagunto |                    |       |
|                 |           |         | 480         | Valencia norte PuzolSagunto                                                                         | | V-21 V-23          |       |
|                 |           |         | A-7 307     | | P. de SaguntoTeruel Zaragoza | V-23 A-23          |       |
|                 |           |         | A-7 311     | Rafelbuñol El Puig Puebla de Farnals                                                                | Rafelbuñol El Puig Puzol | CV-300             |       |
|                 |           |         | A-7 313/315 | MasamagrellNáquera Moncada                                                                          | MasamagrellNáquera Moncada | CV-32 CV-315       |       |
|                 |           |         | A-7 321     | Bétera Burjasot                                                                                     | Bétera Burjasot | CV-310             |       |
|                 |           |         | A-7 324     | Valencia Liria Ademuz                                                                               | Valencia Liria Ademuz | CV-35              |       |
|                 |           |         | A-7 326/328 | Valencia aeropuerto puerto                                                                          | Valencia aeropuerto puerto | V-30               |       |
|                 |           |         | A-7 331     | Manises Ribarroja del Turia                                                                         | Manises Ribarroja del Turia | CV-370             |       |
|                 |           |         | A-7 335/336 | Madrid Valencia                                                                                     | aeropuerto Madrid Valencia | E-901 A-3          |       |
|                 |           |         | A-7 339/341 | Torrente pol. industrial ValenciaCalicanto                                                          | Torrente pol. industrial ValenciaCalicanto | CV-36 CV-411       |       |
|                 |           |         | A-7 344     | Monserrat Montroy Torrente                                                                          | Monserrat Montroy Torrente | CV-405             |       |
| 519             |           |         |             | Área de Servicio de Torrente-Picasent                                                               | Área de Servicio de Torrente-Picasent |                    |       |
|                 |           |         | A-7 351     | Picasent Alcácer Silla                                                                              | Picasent Alcácer Silla |                    |       |
|                 |           |         |             | Fin Circunvalación de ValenciaContinuación de la Autopista del Mediterráneo                         | Incorporación a Circunvalación de ValenciaFin de la Autopista del Mediterráneo                                                                         | E-15 A-7           |       |
|                 |           |         | 527         | AlicanteAlbacete                                                                                    | Valencia puerto | A-7 A-35 V-31      |       |
|                 |           |         | 532         | Pol. Industrial Almusafes Alcira                                                                    | Pol. Industrial Almusafes Alcira | CV-42              |       |
|                 |           |         | 535         | Sollana Sueca Alicante                                                                              | | A-38 N-332         |       |
| 541             |           |         |             | Peaje de Silla Peaje liberado el 31/12/2019                                                         | Peaje de Silla Peaje liberado el 31/12/2019 |                    |       |
|                 |           |         | 544         | Alcira Algemesí Sueca                                                                               | Alcira Algemesí | CV-42              |       |
|                 |           |         | 558         | Cullera Tabernes de Valldigna Favareta                                                              | Cullera Sueca Favareta | N-332              |       |
| 569             |           |         |             | Área de Servicio de La Safor                                                                        | Área de Servicio de La Safor |                    |       |
|                 |           |         | 572         | Gandía Jeresa Jaraco                                                                                | Tabernes de Valldigna Jeresa Jaraco | N-332              |       |
| 574             |           |         |             | Túnel de Jeresa 560m                                                                                | Túnel de Jeresa 480m |                    |       |
|                 |           |         | 588         | Oliva Pego                                                                                          | Oliva Gandía | N-332              |       |
|                 |           |         | 592         | Oliva (sur) Pego                                                                                    | Oliva Pego | N-332              |       |
| 601             |           |         |             | Provincia de Alicante                                                                               | Provincia de Valencia |                    |       |
|                 |           |         | 608         | Ondara Denia Jávea                                                                                  | Ondara Denia Jávea | N-332              |       |
| 613             |           |         |             | Área de Servicio de San Antonio                                                                     | Área de Servicio de San Antonio |                    |       |
|                 |           |         | 621         | Teulada Benisa Calpe                                                                                | Teulada Benisa Gata de Gorgos | N-332              |       |
| 632             |           |         |             | Túnel de Mascarat 540m                                                                              | Túnel de Mascarat 530m |                    |       |
|                 |           |         | 637         | Altea Callosa de Ensarriá                                                                           | Altea Calpe | N-332              |       |
|                 |           |         | 648         | Benidorm (levante)                                                                                  | Benidorm (levante) Callosa de Ensarriá | N-332              |       |
|                 |           |         | 652         | Benidorm (poniente) Terra Mítica                                                                    | Benidorm (poniente) Terra Mítica |                    |       |
| 655             |           |         |             | Área de Servicio de La Marina                                                                       | Área de Servicio de La Marina |                    |       |
|                 |           |         | 658         | Villajoyosa                                                                                         | Villajoyosa |                    |       |
|                 |           |         |             | Alicante MurciaMadrid                                                                               | | A-70 A-31 A-77 A-7 |       |
|                 |           |         |             | Continuación de la Autopista del MediterráneoIncorporación a Circunvalación de Alicante (con peaje) | Inicio de la Autopista del Mediterráneo (libre de peaje)Fin Circunvalación de Alicante                                                                 |                    |       |

### Circunvalación de Alicante
El tramo denominado autopista de Circunvalación de Alicante se inauguró oficialmente el 10 de diciembre de 2007.
Forma un tramo perteneciente a la autopista AP-7 y se convierte en la segunda circunvalación de Alicante, tras la A-70. Esta nueva circunvalación bordea la comarca del Campo de Alicante y discurre entre el final de la AP-7 en Campello hasta el enlace con la A-7 en Elche. La autovía del Camino de Castilla es un tramo intermedio incluido en esta circunvalación que cuya misión es conectar Elche con la A-31.
| Velocidad | Esquema | Salida | Sentido Algeciras (descendente)                                                 | Sentido Francia (ascendente)                                              | Carretera    | Notas |
| --------- | ------- | ------ | ------------------------------------------------------------------------------- | ------------------------------------------------------------------------- | ------------ | ----- |
|           |         |        | Fin de la Autopista del MediterráneoIncorporación a Circunvalación de Alicante  | Inicio de la Autopista del MediterráneoFin Circunvalación de Alicante     |              |       |
|           |         | 676    | Campello                                                                        | Campello                                                                  | CV-775 N-332 |       |
|           |         | 681    | Muchamiel San Juan de Alicante Jijona                                           | Muchamiel San Juan de Alicante Jijona                                     | CV-800       |       |
|           |         |        | Túnel de Brotons 450m                                                           | Túnel de Brotons 450m                                                     |              |       |
|           |         |        | Túnel de San Antón 180m                                                         | Túnel de San Antón 180m                                                   |              |       |
|           |         | 691    | San Vicente del RaspeigAlicanteAlcoy                                            | San Vicente del RaspeigAlicanteAlcoy                                      | A-7 A-77     |       |
|           |         |        | Área de Servicio de Monforte del Cid                                            | Área de Servicio de Monforte del Cid                                      |              |       |
|           |         | 704    | Alicante aeropuerto Albacete Madrid                                             |                                                                           | A-31         |       |
|           |         |        | Fin de la Circunvalación de AlicanteIncorporación a la Autovía del Mediterráneo | Inicio de la Circunvalación de AlicanteFin de la Autovía del Mediterráneo | E-15 A-7     |       |

### Tramo Crevillente-Vera
Este tramo se divide en dos subtramos.
El subtramo entre Crevillente hasta Cartagena fue inaugurado el 6 de julio de 2001. Antes del cambio de denominación de carreteras de 2004 se le denominaba como A-37. Tiene la particularidad de que aunque en realidad todo este tramo es de peaje si no se pasa a través de los dos únicos peajes troncales, en Los Montesinos y La Zenia (ambos en la provincia de Alicante), no se paga y por tanto, si solo hacemos el recorrido por este subtramo dentro de la provincia de Murcia y hasta Cartagena, el viaje es gratuito.
El subtramo entre Cartagena y Vera fue inaugurado el 30 de abril de 2007. Este subtramo no está exento de peaje, desde su inicio en el Enlace con la CT-31 (Acceso oeste a Cartagena), hasta su final en Vera (Enlace A-7), ambos peajes troncales, así como en sus diversas salidas (km 829 Tallante, Las Palas, Fuente Álamo; km 845 Totana, Mazarrón; km 857 Cañada de Gallego, Ramonete, P. Calnegre; km 866 Calabardina, Cabo Cope; km 878 Lorca, Águilas; km 890 S.J. Terreros, Pulpí, Puerto Lumbreras y km 901 Almanzora, Los Lobos), mediante peajes laterales completos.
| Velocidad | Esquema | Salida             | Sentido Algeciras (descendente)                                 | Sentido Francia (ascendente)                                               | Carretera                | Notas |
| --------- | ------- | ------------------ | --------------------------------------------------------------- | -------------------------------------------------------------------------- | ------------------------ | ----- |
|           |         |                    | Comienzo de la Autopista del Mediterráneo                       | Inicio de la Autovía del Mediterráneo                                      | E-15 A-7                 |       |
|           |         |                    | Área de Servicio de El Realengo                                 | Área de Servicio de El Realengo                                            |                          |       |
|           |         | 730                | Catral                                                          | Catral CrevillenteMurcia                                                   | E-15 A-7                 |       |
|           |         | 733                | Catral Callosa de Segura                                        | Catral Callosa de Segura                                                   |                          |       |
|           |         | 737                | Dolores Almoradí                                                | Dolores Almoradí                                                           |                          |       |
|           |         | 740                | Almoradí Rojales Guardamar de Segura Daya Nueva zona industrial | Almoradí Rojales Guardamar de Segura Daya Nueva zona industrial            |                          |       |
|           |         | 743                | Benijófar Algorfa                                               | Benijófar Algorfa                                                          |                          |       |
|           |         | 745                | Torrevieja norte                                                | Torrevieja norte                                                           | CV-90                    |       |
|           |         | 751                | Los Montesinos                                                  | Los Montesinos                                                             |                          |       |
|           |         |                    | Peaje de Los Montesinos                                         | Peaje de Los Montesinos                                                    |                          |       |
|           |         | 754                | San Miguel de Salinas Benijófar                                 | San Miguel de Salinas Benijófar                                            |                          |       |
|           |         | 758                | Orihuela Torrevieja sur                                         | Orihuela Torrevieja sur                                                    | CV-95                    |       |
|           |         | 763                | La Zenia Orihuela Costa                                         | La Zenia Orihuela Costa                                                    |                          |       |
|           |         |                    | Peaje de La Zenia                                               | Peaje de La Zenia                                                          |                          |       |
|           |         | 768                | Dehesa de Campoamor urbanizaciones                              | Dehesa de Campoamor urbanizaciones                                         |                          |       |
|           |         | 770                | Pilar de la Horadada                                            | Pilar de la Horadada                                                       |                          |       |
|           |         |                    | Túnel de Pilar 800m                                             | Túnel de Pilar 800m                                                        |                          |       |
|           |         |                    | REGIÓN DE MURCIA                                                | Provincia de Alicante COMUNIDAD VALENCIANA                                 |                          |       |
|           |         | 774                | San Pedro del Pinatar norte Pilar de la Horadada                | San Pedro del Pinatar norte Pilar de la Horadada                           |                          |       |
|           |         | 775                | Los Tárragas Lo Romero                                          | Los Tárragas Lo Romero                                                     |                          |       |
|           |         | 777                | San Pedro del Pinatar Lo Pagán El Mirador                       | San Pedro del Pinatar Lo Pagán El Mirador                                  |                          |       |
|           |         | 780 A/780780 B/780 | SucinaSan Javier norte                                          | SucinaSan Javier norte                                                     | RM-1                     |       |
|           |         | 782                | Balsicas Murcia                                                 | Pozo Aledo Balsicas Murcia                                                 | RM-19                    |       |
|           |         | 784                | San Javier sur Santiago de la Ribera                            | San Javier sur Santiago de la Ribera                                       |                          |       |
|           |         | 786                | Los Narejos urbanizaciones Los Alcázares norte                  | Los Narejos urbanizaciones Los Alcázares norte                             |                          |       |
|           |         | 790                | Los Alcázares centro Torre-Pacheco                              | Los Alcázares centro Torre-Pacheco                                         |                          |       |
|           |         | 794                | El Carmolí Los Urrutias Los Alcázares sur                       | El Carmolí Los Urrutias Los Alcázares sur                                  |                          |       |
|           |         | 797                | Los Urrutias El Algar                                           | Los Urrutias El Algar                                                      |                          |       |
|           |         | 800 801            | CartagenaLos BeatosLa Manga del Mar Menor                       | El Algar Cabo de Palos La Manga del Mar MenorLos Beatos La Unión Cartagena | CT-32 RM-311 RM-12 CT-32 |       |
|           |         | 805                | La Palma La Aparecida                                           | La Palma La Aparecida                                                      |                          |       |
|           |         | 810                | Murcia Cartagena norte                                          | Murcia Cartagena norte                                                     | A-30                     |       |
|           |         | 812                | La Guía Santa Ana                                               | La Guía Santa Ana                                                          |                          |       |
|           |         | 815                | Cartagena oeste                                                 | Cartagena oeste                                                            | CT-31                    |       |
|           |         |                    | Peaje de Cartagena                                              | Peaje de Cartagena                                                         |                          |       |
|           |         | 829                | Tallante Las Palas Fuente Álamo                                 | Tallante Las Palas Fuente Álamo                                            | RM-E17                   |       |
|           |         |                    | Túnel de la Sierra de lo Alto 395m                              | Túnel de la Sierra de lo Alto 395m                                         |                          |       |
|           |         | 845                | Totana Mazarrón Puerto de Mazarrón                              | Totana Mazarrón Puerto de Mazarrón                                         | RM-3                     |       |
|           |         |                    | Área de Servicio de Mazarrón                                    | Área de Servicio de Mazarrón                                               |                          |       |
|           |         |                    | Túnel de la Sierra de las Moreras 220m                          | Túnel de la Sierra de las Moreras 220m                                     |                          |       |
|           |         | 857                | Cañada de Gallego Ramonete P. Calnegre                          | Cañada de Gallego Ramonete P. Calnegre                                     | RM-332                   |       |
|           |         |                    | Túnel de la Loma de Bas 1820m                                   | Túnel de la Loma de Bas 1820m                                              |                          |       |
|           |         | 866                | Calabardina Cabo Cope                                           | Calabardina Cabo Cope                                                      | RM-D14                   |       |
|           |         | 878                | Lorca Águilas                                                   | Lorca Águilas                                                              | RM-11                    |       |
|           |         |                    | Provincia de Almería ANDALUCÍA                                  | REGIÓN DE MURCIA                                                           |                          |       |
|           |         |                    | Túnel de la Sierra de Aguilón 1250m                             | Túnel de la Sierra de Aguilón 1250m                                        |                          |       |
|           |         | 890                | S. J. Terreros Pulpí Huércal-Overa                              | S. J. Terreros Pulpí Puerto Lumbreras                                      | A-350                    |       |
|           |         | 901                | Cuevas de Almanzora Los Lobos                                   | Cuevas de Almanzora Los Lobos                                              | A-332                    |       |
|           |         |                    | Peaje de Vera                                                   | Peaje de Vera                                                              |                          |       |
|           |         | 911                | MurciaVera Garrucha Antas                                       |                                                                            | E-15 A-7 N-340           |       |
|           |         |                    | Inicio de la Autovía del Mediterráneo                           | Comienzo de la Autopista del Mediterráneo                                  | E-15 A-7                 |       |

### Tramo Torremolinos-Guadiaro
Tramo inaugurado en junio de 1999 (Fuengirola-Estepona) y en 2002 (Estepona-Guadiaro)
| Velocidad | Esquema | Salida    | Sentido Algeciras (descendente)                                 | Sentido Francia (ascendente)                                                  | Carretera                 | Notas |
| --------- | ------- | --------- | --------------------------------------------------------------- | ----------------------------------------------------------------------------- | ------------------------- | ----- |
|           |         |           | Comienzo de la Autopista del Mediterráneo Dirección: Algeciras  | Fin de la Autopista del Mediterráneo Continuación por MA-20 Dirección: Málaga | MA-20                     |       |
|           |         | 998       | Torremolinos Palacio de CongresosAlmeríaCórdoba Granada Sevilla | Torremolinos Palacio de Congresos                                             | E-15 A-7 AP-46 A-45       |       |
|           |         | 999       | Entrada desde la Hiperronda de Málaga                           | AlmeríaMálaga-CártamaCórdoba Granada Sevilla                                  | E-15 A-7 A-357 AP-46 A-45 |       |
|           |         |           | Área de Servicio de Arroyo de la Miel                           | Área de Servicio de Arroyo de la Miel                                         |                           |       |
|           |         | 1003      | Benalmádena Arroyo de la Miel                                   | Benalmádena Arroyo de la Miel                                                 |                           |       |
|           |         | 1008      | Benalmádena                                                     | Mijas Benalmádena                                                             | A-368                     |       |
|           |         | 1010      | Fuengirola Marbella AlgecirasMijas                              |                                                                               | A-7 A-387                 |       |
|           |         | 213       | Fuengirola Mijas                                                | Fuengirola Mijas                                                              | A-387                     |       |
|           |         | 200       | Peaje de Calahonda Calahonda                                    | Peaje de Calahonda Calahonda                                                  | A-7                       |       |
|           |         |           | Túnel de Calahonda 600m                                         | Túnel de Calahonda 600m                                                       |                           |       |
|           |         |           | Área de Servicio de Altos de Marbella                           | Área de Servicio de Altos de Marbella                                         |                           |       |
|           |         | 186       | Ojén Marbella este Parque Comercial                             | Fuengirola Málaga                                                             | A-355 A-7                 |       |
|           |         | 1043      |                                                                 | Ojén Marbella Parque Comercial                                                | A-355                     |       |
|           |         | 1044      | Marbella Casco Antiguo (Avd. del Trapiche)                      | Marbella Casco Antiguo (Avd. del Trapiche)                                    |                           |       |
|           |         | 1045      | Nagüeles                                                        |                                                                               |                           |       |
|           |         | 1047A     | Nagüeles                                                        |                                                                               |                           |       |
|           |         | 1047B 180 | San Pedro de Alcántara Estepona Algeciras                       | Nagüeles                                                                      | A-7                       |       |
|           |         |           | Área de Descanso                                                |                                                                               |                           |       |
|           |         |           | Túnel de Río Verde 300m                                         | Túnel de Río Verde 300m                                                       |                           |       |
|           |         |           | Túnel de La Quinta 840m                                         | Túnel de La Quinta 780m                                                       |                           |       |
|           |         | 172       | Peaje de San Pedro Ronda San Pedro de Alcántara                 | Peaje de San Pedro Ronda San Pedro de Alcántara                               | A-397                     |       |
|           |         |           | Túnel de Montemayor 600m                                        | Túnel de Montemayor 600m                                                      |                           |       |
|           |         |           | Área de Servicio de Río Castor                                  | Área de Servicio de Río Castor                                                |                           |       |
|           |         | 157       | Estepona este                                                   | Estepona San Pedro de Alcántara Málaga                                        | A-7                       |       |
|           |         | 1070      | Estepona                                                        | Estepona                                                                      |                           |       |
|           |         | 153       | Estepona Pol. ind.Algeciras Cádiz                               |                                                                               | A-7                       |       |
|           |         |           | Túnel de Estepona 160m                                          | Túnel de Estepona 160m                                                        |                           |       |
|           |         | 153       |                                                                 | Estepona Cádiz                                                                | A-7                       |       |
|           |         |           | Túnel de Corominas 975m                                         | Túnel de Corominas 975m                                                       |                           |       |
|           |         |           | Túnel de Santa María II 555m                                    | Túnel de Santa María II 555m                                                  |                           |       |
|           |         |           | Túnel de Casares 1063m                                          | Túnel de Casares 1063m                                                        |                           |       |
|           |         | 142       | Peaje de Manilva Casares Manilva Gaucín                         | Peaje de Manilva Casares Manilva Gaucín                                       | A-377                     |       |
|           |         |           | Área de Servicio de Manilva                                     | Área de Servicio de Manilva                                                   |                           |       |
|           |         |           | Provincia de Cádiz                                              | Provincia de Málaga                                                           |                           |       |
|           |         | 133       | TorreguadiaroEstepona Málaga                                    | TorreguadiaroEstepona Málaga                                                  | A-7                       |       |
|           |         |           | Fin de la Autopista del Mediterráneo Dirección: Algeciras-Cádiz | Inicio de la Autopista del Mediterráneo Dirección: Estepona-Málaga            | E-15 A-7                  |       |

## Áreas de servicio y de descanso
| Área de Servicio         | Provincia | Punto Kilométrico |
| ------------------------ | --------- | ----------------- |
| La Jonquera              | Gerona    | 7                 |
| Capmany                  | Gerona    | 11,6              |
| Figueres                 | Gerona    | 23,8              |
| Ampurdá                  | Gerona    | 35                |
| Vil-lademuls             | Gerona    | 47,9              |
| Sant Gregori             | Gerona    | 60,8              |
| Aiguaviva                | Gerona    | 70,4              |
| Gironés                  | Gerona    | 70,5              |
| Viloví d´Onyar           | Gerona    | 76                |
| La Selva                 | Gerona    | 85                |
| Maçanet de la Selva      | Gerona    | 92,2              |
| Fogás de Tordera         | Barcelona | 100.2             |
| Sant Celoní              | Barcelona | 106,9             |
| Vallgorguina             | Barcelona | 112,8             |
| Montseny                 | Barcelona | 117               |
| Llinars del Vallés       | Barcelona | 122               |
| La Roca del Vallés       | Barcelona | 129,5             |
| Vallés                   | Barcelona | 144               |
| Puerta de Barcelona      | Barcelona | 151               |
| Llobregat                | Barcelona | 165               |
| Castellví de Ronçanes    | Barcelona | 173,7             |
| Subirats                 | Barcelona | 181,3             |
| Panadés                  | Tarragona | 208               |
| Santa Oliva              | Tarragona | 215,9             |
| Roda de Bará             | Tarragona | 226,3             |
| El Médol                 | Tarragona | 237               |
| Tarragona                | Tarragona | 246,9             |
| L´Hospitalet de L´Infant | Tarragona | 283               |
| Baix Ebre                | Tarragona | 317               |
| Benicarló                | Castellón | 358               |
| La Ribera                | Castellón | 404               |
| La Plana                 | Castellón | 448               |
| Sagunto                  | Valencia  | 478               |
| La Safor                 | Valencia  | 570               |
| San Antonio              | Alicante  | 613               |
| La Marina                | Alicante  | 655               |
| Monforte del Cid         | Alicante  | 703               |
| El Realengo              | Alicante  | 727               |
| Mazarrón                 | Murcia    | 848               |
| Arroyo de la Miel        | Málaga    | 224               |
| Altos de Marbella        | Málaga    | 191               |
| Río Castor               | Málaga    | 152               |
| Manilva                  | Málaga    | 140               |